# Polyporales
Polyporales é uma ordem de fungos do filo Basidiomycota. Esta ordem inclui alguns poliporos (mas não todos) bem como muitos fungos corticioides e alguns agáricos (sobretudo do género Lentinus). As espécies desta ordem são saprófitas, na sua maioria fungos lignolíticos. As espécies com relevância económica incluem vários patógenos de espécies florestais e ornamentais e umas quantas espécies que causam danos por apodrecerem madeira estrutural. Algumas espécies de Polyporales são cultivadas e comercializadas para consumo humano ou para uso na medicina tradicional chinesa.

## Taxonomia

### História
Esta ordem foi originalmente proposta em 1926 pelo micologista alemão Ernst Albert Gäumann para acomodar espécies do filo Basidiomycota que produzem basidiocarpos que têm um modo de desenvolvimento gimnocárpico (formam a superfície portadora de esporos externamente). Como tal, a ordem incluía dez famílias, Brachybasidiaceae, Corticiaceae, Clavariaceae, Cyphellaceae, Dictyolaceae, Fistulinaceae, Polyporaceae, Radulaceae, Tulasnellaceae, e Vuilleminiaceae, representada uma mistura de fungos poroides, corticioides, cifeloides e clavarioides.
A ordem não foi adoptada por muitos dos contemporâneos de Gäumann, a maioria dos micologistas e trabalhos de referência preferiam usar uma ordem artificial e mais abrangente, Aphyllophorales, para os poliporos e outros fungos não lamelados. Quando se fez uma tentativa de de introdução de uma classificação dos fungos mais natural baseada na morfologia nas décadas de 1980 e 1990, esta ordem foi uma vez mais esquecida. Um trabalho de referência de 1995 colocava a maioria dos poliporos e fungos corticioides em Ganodermatales, Poriales, e Stereales.

### Situação actual
Pesquisas moleculares, baseadas na análise cladística de sequências de ADN, ressuscitaram e redefiniram Polyporales (também conhecida como clade poliporoide). Muito embora ainda estejam por resolver os limites exactos da ordem e das famílias que a constituem, o grupo nuclear dos poliporos mantém-se na família Polyporaceae, com espécies adicionais em Fomitopsidaceae e Meripilaceae. Inclui também poliporos em Ganodermataceae, antes classificados numa ordem separada, Ganodermatales, com base na morfologia distinta dos seus basidiósporos. Os fungos corticioides de Cystostereaceae, Meruliaceae, Phanerochaetaceae, e Xenasmataceae estão também incluídos, bem como os fungos "couve-flor" de Sparassidaceae. A família Steccherinaceae foi redefinida em 2012 para conter a maioria das espécies dos géneros poroides e hidnoides Antrodiella, Junghuhnia, e Steccherinum, bem como membros de outros 12 géneros hidnoides e poroides tradicionalmente incluídos nas famílias Phanerochaetaceae, Polyporaceae, e Meruliaceae. Foram adicionados vários géneros novos a Steccherinaceae em 2016.

## Habitat e distribuição
Trata-se de uma ordem cosmopolita e contém cerca de 1800 espécies de fungos. Todas as espécies de Polyporales são saprófitas, na sua maioria decompositores de madeira, pelo que são tipicamente encontrados em árvores vivas ou moribundas ou em madeira morta. As espécies de Polyporales causadoras de podridão branca são degradadores eficientes do polímero lenhina, e são um componente importante do ciclo do carbono.

## Importância económica
Muitos dos fungos decompositores de madeira dos géneros Fomes, Fomitopsis e Ganoderma são patogénicos, afectando raízes e partes baixas do tronco de árvores vivas provocando perdas em plantaçõs silvícolas. Algumas espécies, como o fungo das minas Fibroporia vaillantii, pode apodrecer e danificar madeira estrutural. Algumas espécies de Polyporales, notavelmente Ganoderma lucidum (ling-zhi), Grifola frondosa (maitake), Taiwanofungus camphoratus (niú zhāng zhī), e Trametes versicolor (yun-zhi), são cultivados comercialmente e usados na medicina tradicional chinesa.

## GénerosIncertae sedis
Existem vários géneros classificados em Polyporales que, por razões várias, não foram classificados em nenhuma família específica. Alguns são pouco conhecidos e/ou não foram incluídos nos estudos de ADN filogenéticos, ou se o foram, não se demonstrou claramente a sua afinidade com qualquer das famílias já nomeadas (em alguns casos haverá que criar uma nova família e não tanto esclarecer a sua posição taxonómica). Entre eles incluem-se:
- Crustodontia Hjortstam & Ryvarden (2005)[18]
- Crystallocystidium (Rick) Rick (1940)
- Globosomyces Jülich (1980)[19]
- Globuliciopsis Hjortstam & Ryvarden (2004)[20]
- Irpicochaete Rick (1940)
- Nigrohydnum Ryvarden (1987)[21]
- Obba Miett. & Rajchenb. (2012)[22]
- Phlebiella P.Karst. (1890)
- Repetobasidiopsis Dhingra & Avn.P.Singh (2008)[23]
- Sebipora Miett. (2012)[22]
- Taiwanofungus Sheng H.Wu, Z.H.Yu, Y.C.Dai & C.H.Su (2004)[24]

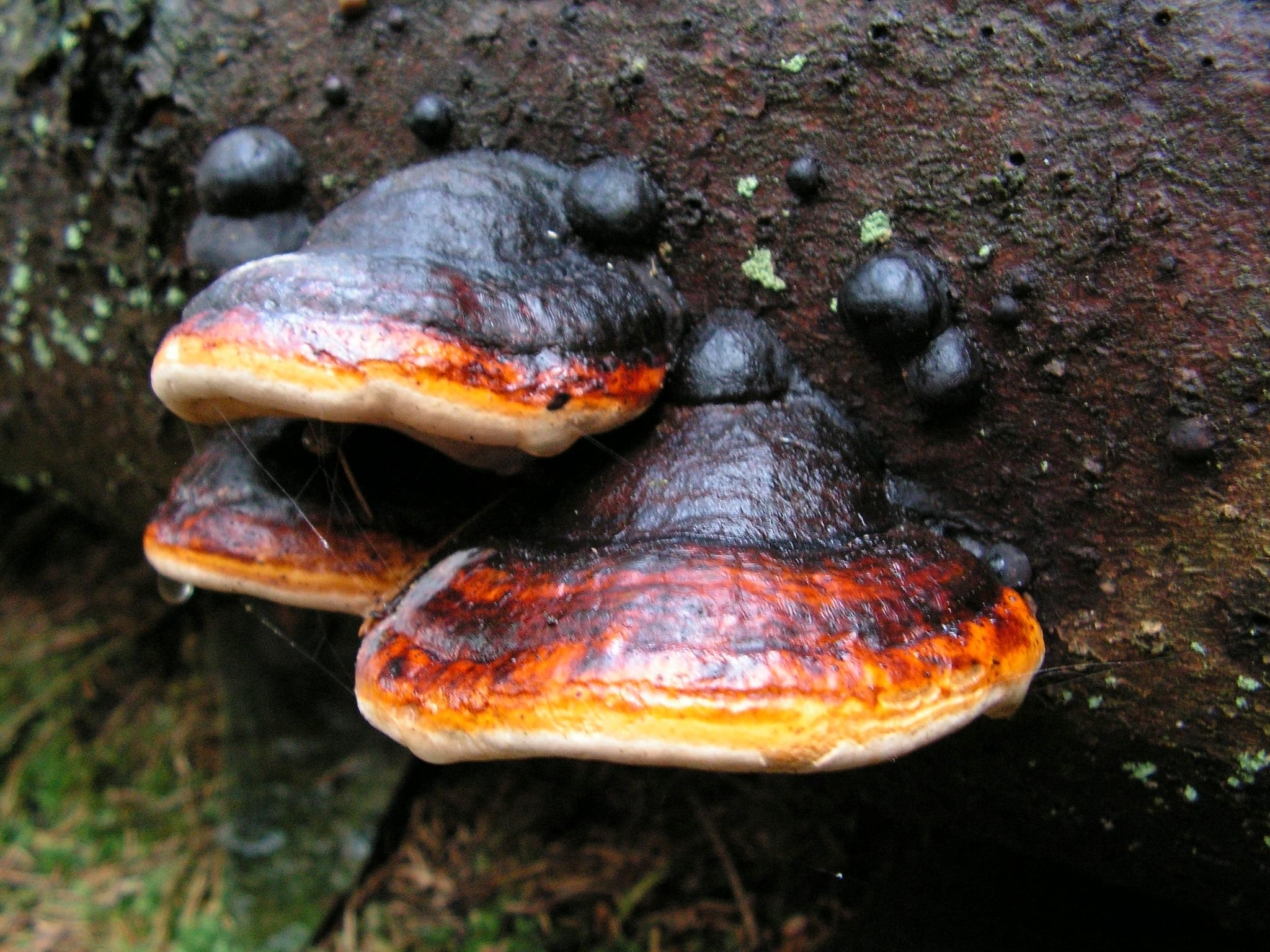
Fomitopsis pinicola (Fomitopsidaceae)
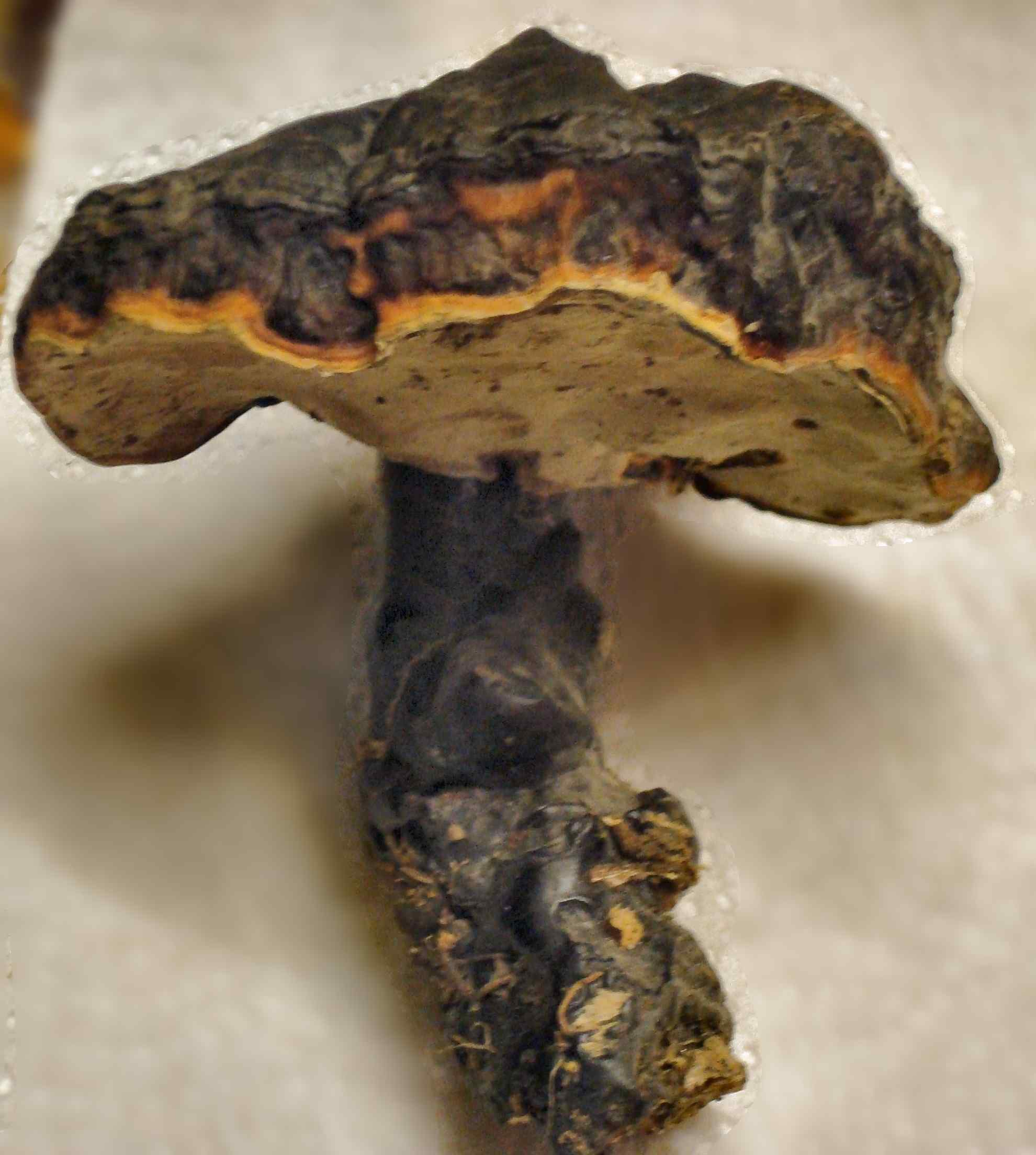
Ganoderma lucidum (Ganodermataceae)
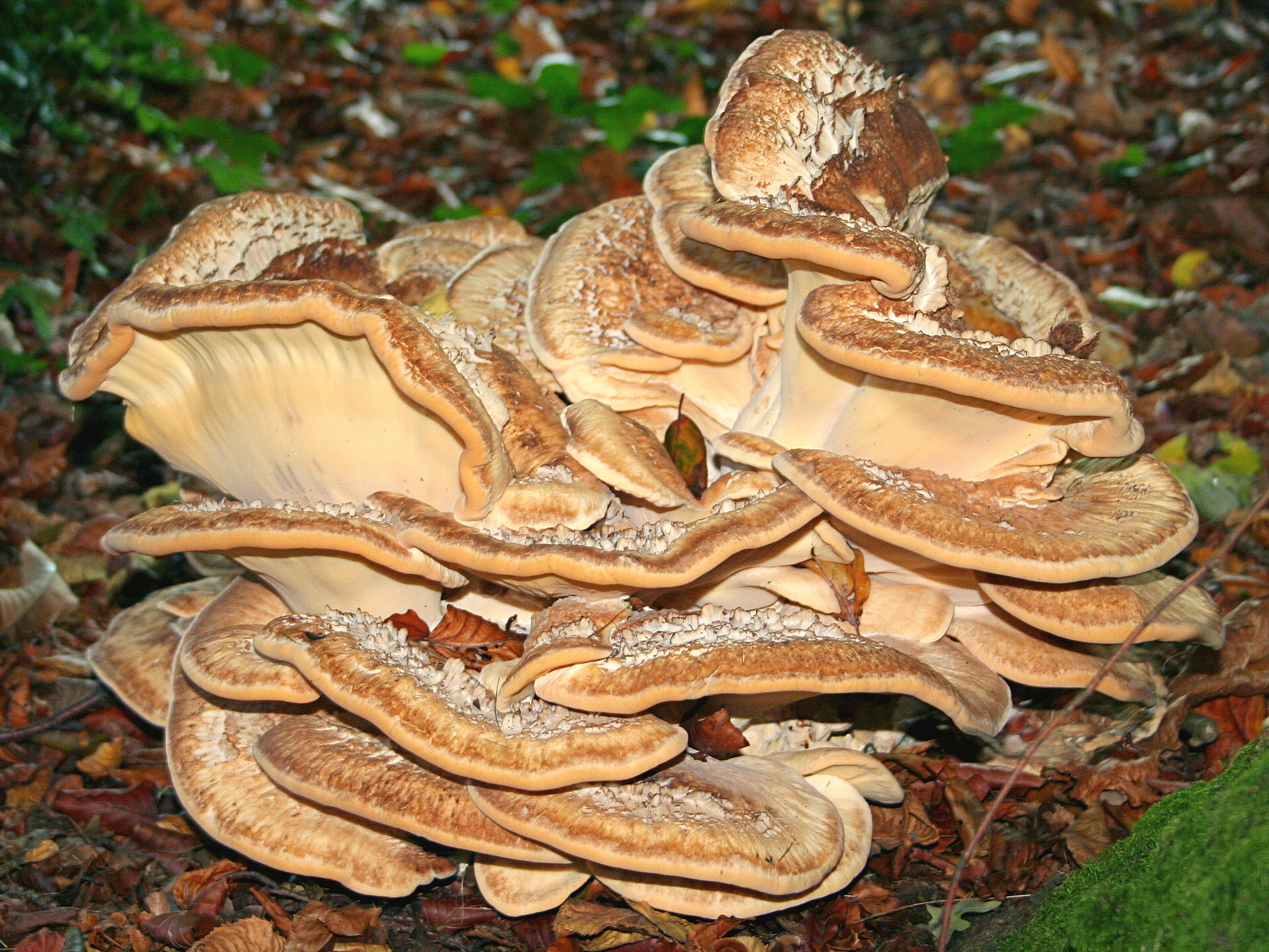
Meripilus giganteus (Meripilaceae)
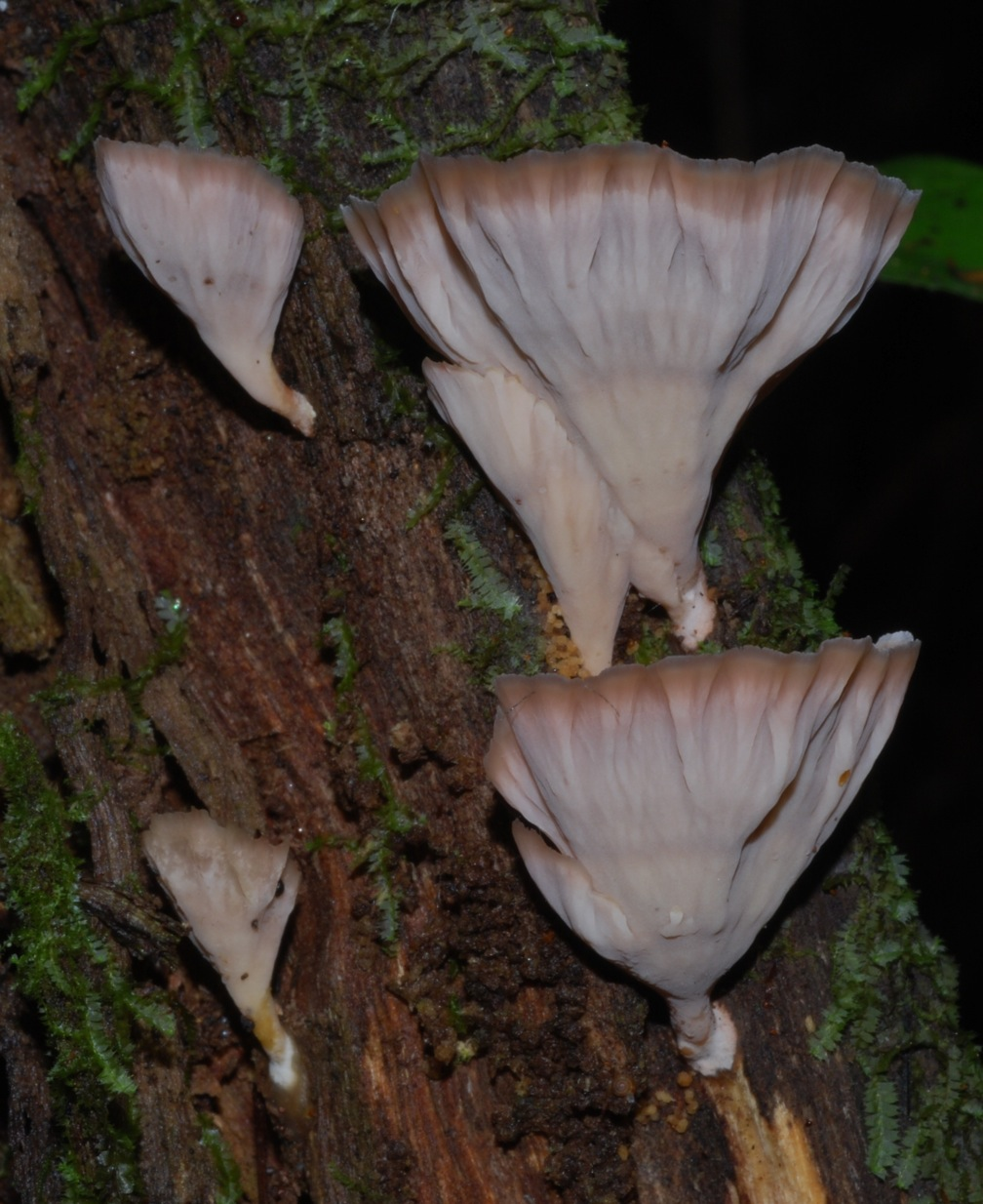
Podoscypha petalodes (Meruliaceae)
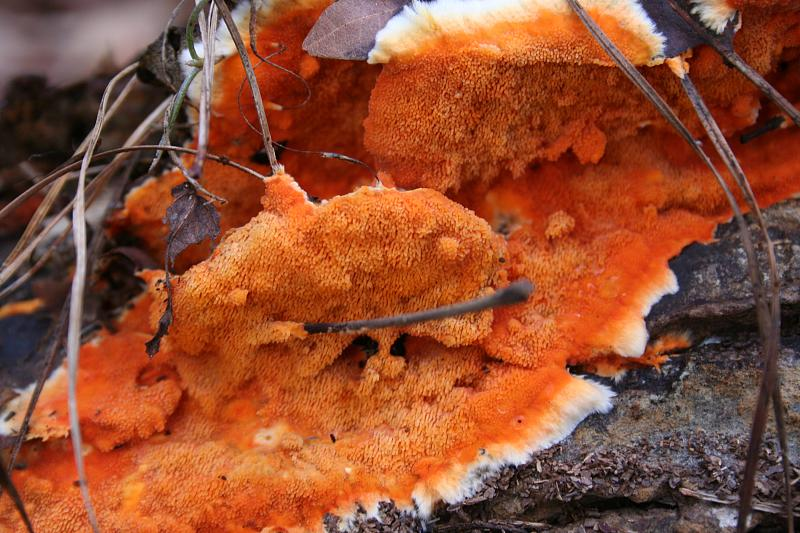
Phanerochaete chrysorhizon (Phanerochaetaceae)
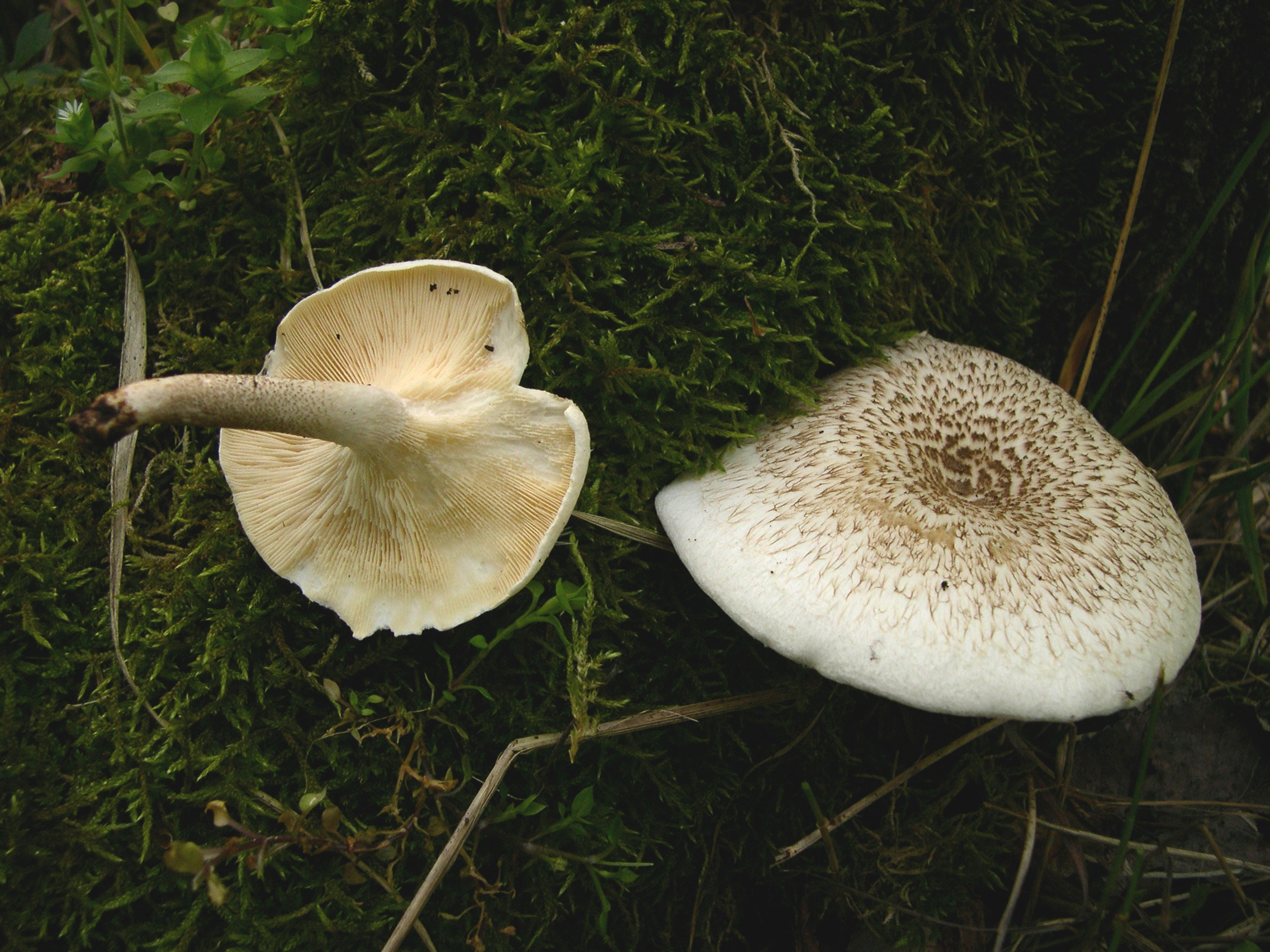
Lentinus tigrinus (Polyporaceae)
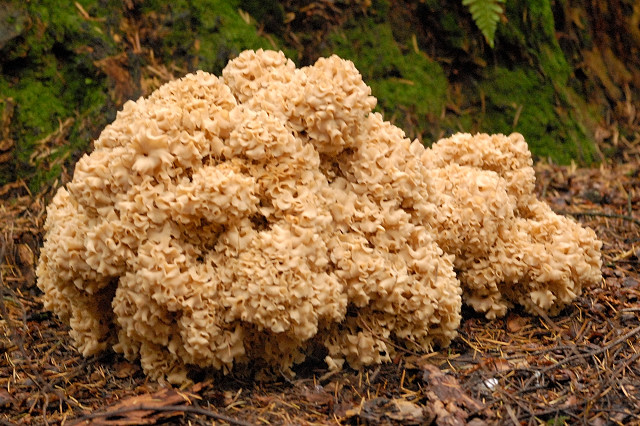
Sparassis crispa (Sparassidaceae)